# Scavo (edilizia)
In edilizia si definisce scavo qualunque asportazione di rocce e/o terra creata con mezzi meccanici e caratterizzato da una profondità di almeno 2 metri rispetto alla quota originaria.
Gli scavi si distinguono in:
- scavi a cielo aperto
- scavi in galleria o in cunicolo

## Scavi a cielo aperto

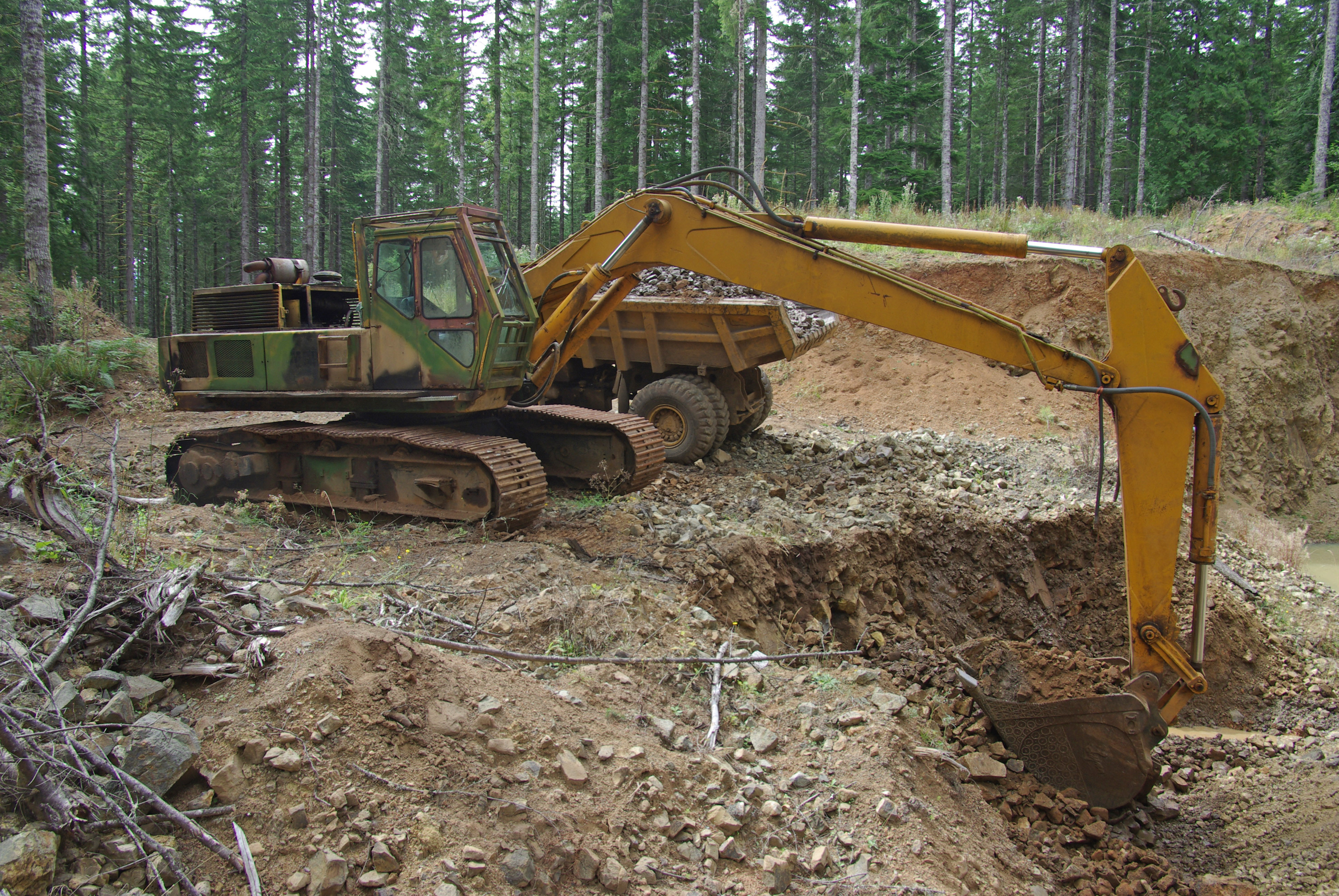
Escavatore all'opera

Gli scavi a cielo aperto si suddividono in:
- scavi di sbancamento e di splateamento (o in sezione ampia o sterri) sono scavi che vengono effettuati su vaste aree e di notevoli dimensioni.
  - scavo di splateamento: attività relativa ad un vasto scavo ad andamento pianeggiante;
  - scavo di sbancamento: modifica dell’andamento naturale del terreno ossia la quota di scavo finito presenta una profondità di almeno 3 metri rispetto alla quota originaria. In genere si ricorre a questi tipi di scavo aperto quando è necessario eseguire scavi su vaste superfici quali quelle per la preparazione del terreno su cui dovranno sorgere le costruzioni.
  - scavo a sezione obbligata: sono scavi a sezione ristretta o obbligata: si intendono di solito gli scavi aventi la larghezza uguale o inferiore all'altezza.
  - scavi a sezione ristretta o in trincea: si intendono quelli continui (correnti) di sezione trasversale ristretta.

A seconda della natura del terreno e del volume di terra da scavare i mezzi utilizzati per le opere di scavo possono essere:
- mezzi manuali quali martelli pneumatici;
- mezzi meccanici (macchine escavatrici)
- esplosivi.

## Scavi in galleria

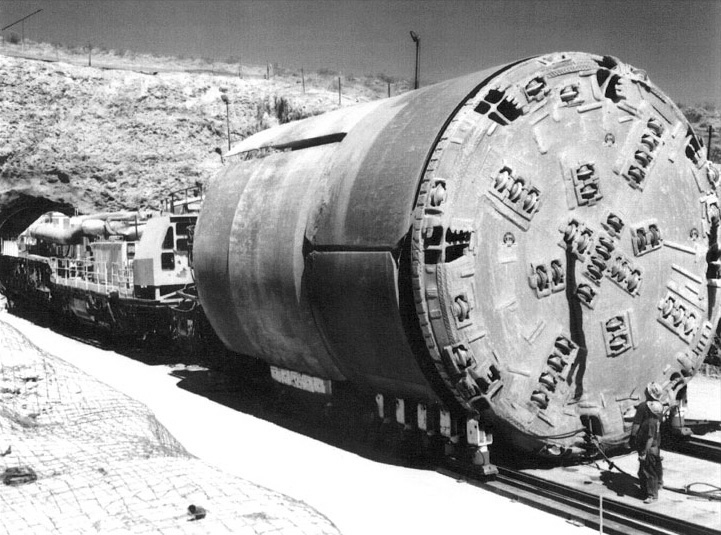
Una fresa meccanica a piena sezione

Lo scavo in galleria viene utilizzato tutte le volte in cui per motivi tecnico economici non è possibile utilizzare lo scavo a cielo aperto.
Con lo scavo in galleria si realizzano:
- gallerie di traffico
  - gallerie ferroviarie
  - gallerie stradali e autostradali
  - gallerie di scorrimento pedonale
  - gallerie per la navigazione
  - gallerie per la metropolitana
- gallerie convettive
  - condotte forzate per centrali idroelettriche
  - acquedotti
  - fognature
  - gallerie di trasporto in impianti industriali
- gallerie minerarie

Attualmente esistono diverse tecnologie no dig, le più utilizzate per la realizzazione di gallerie di grande sezione si basano sull'uso di frese ad attacco puntuale oppure di frese meccaniche a piena sezione

## Galleria d'immagini

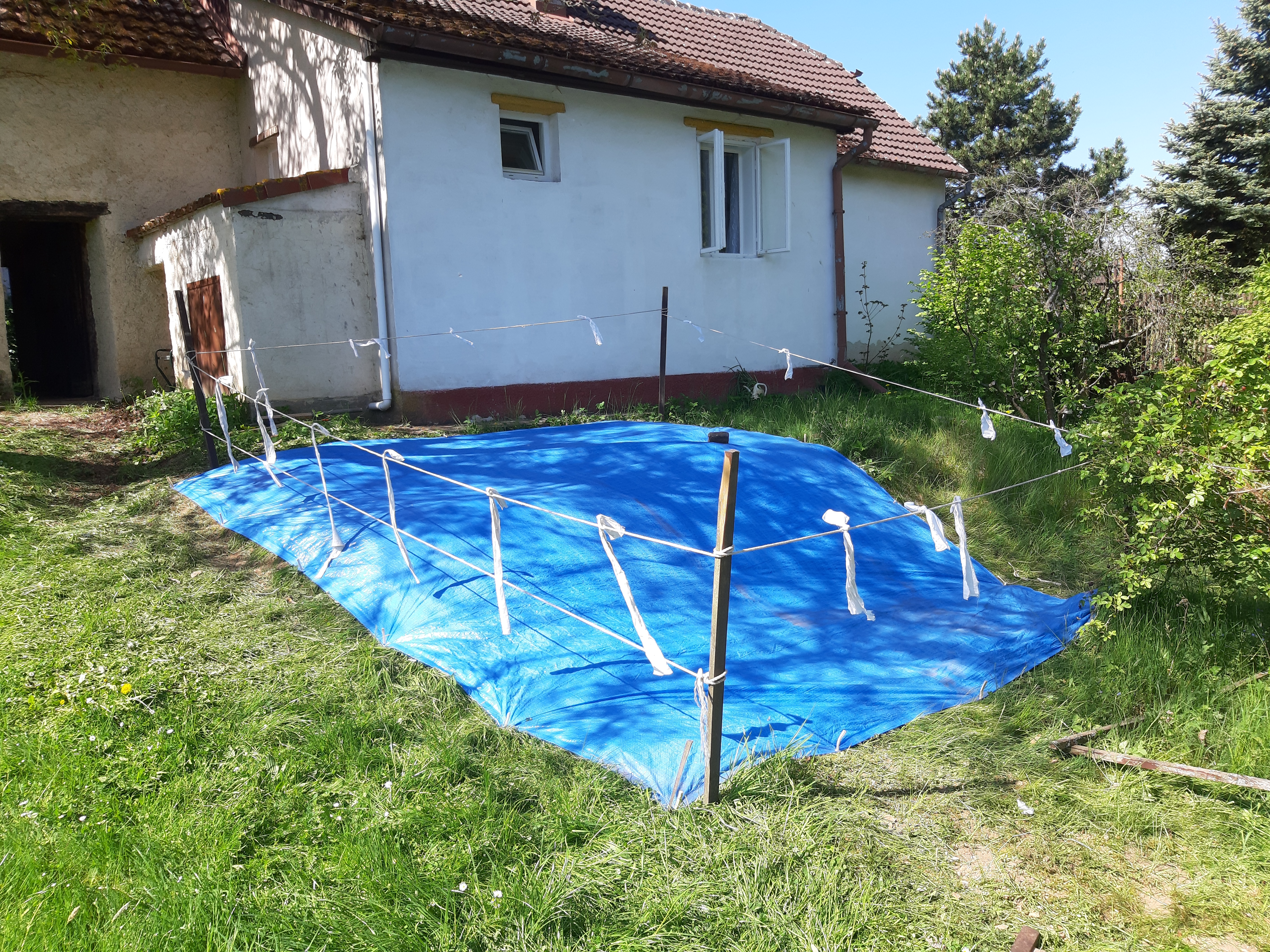
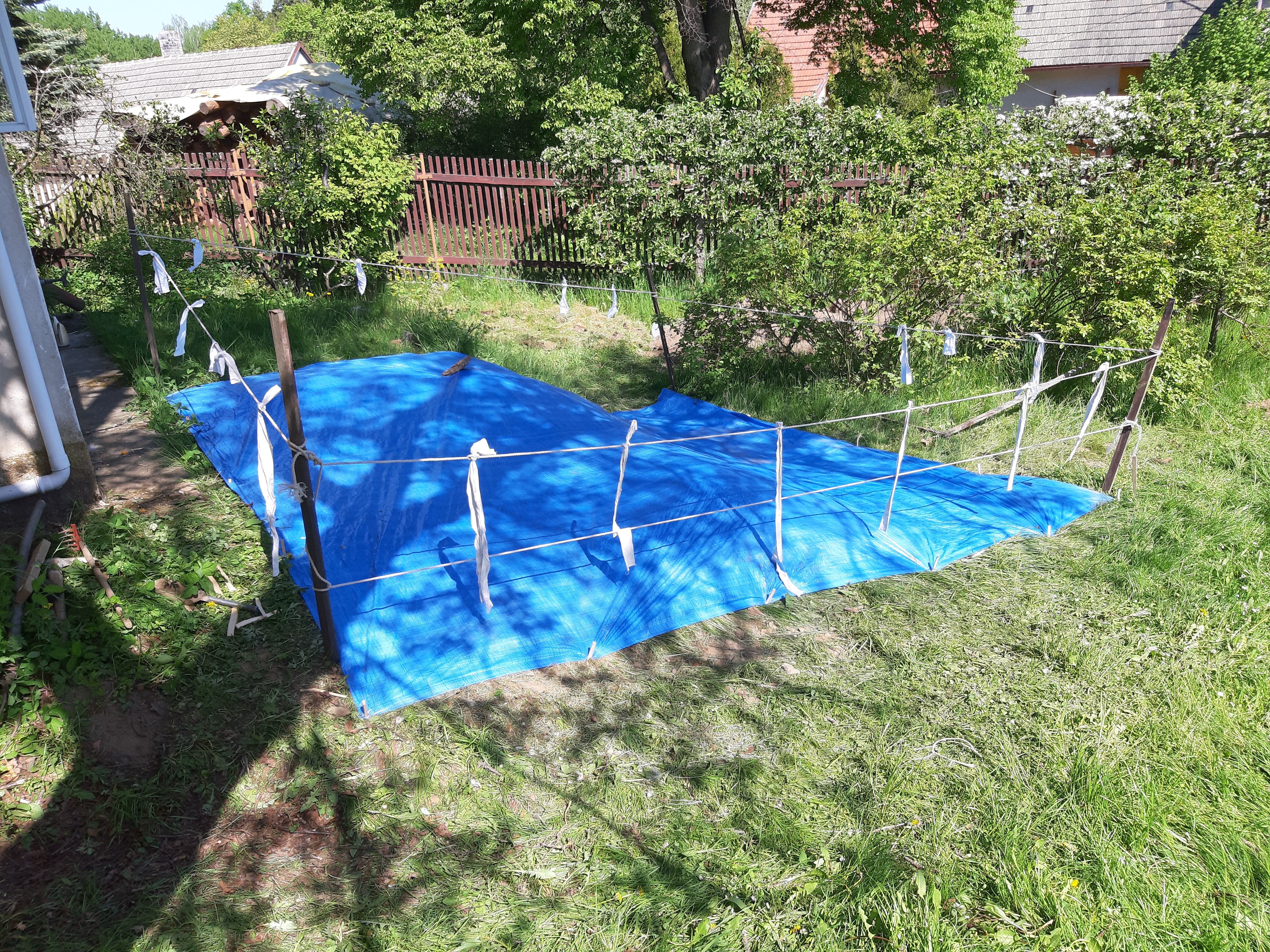
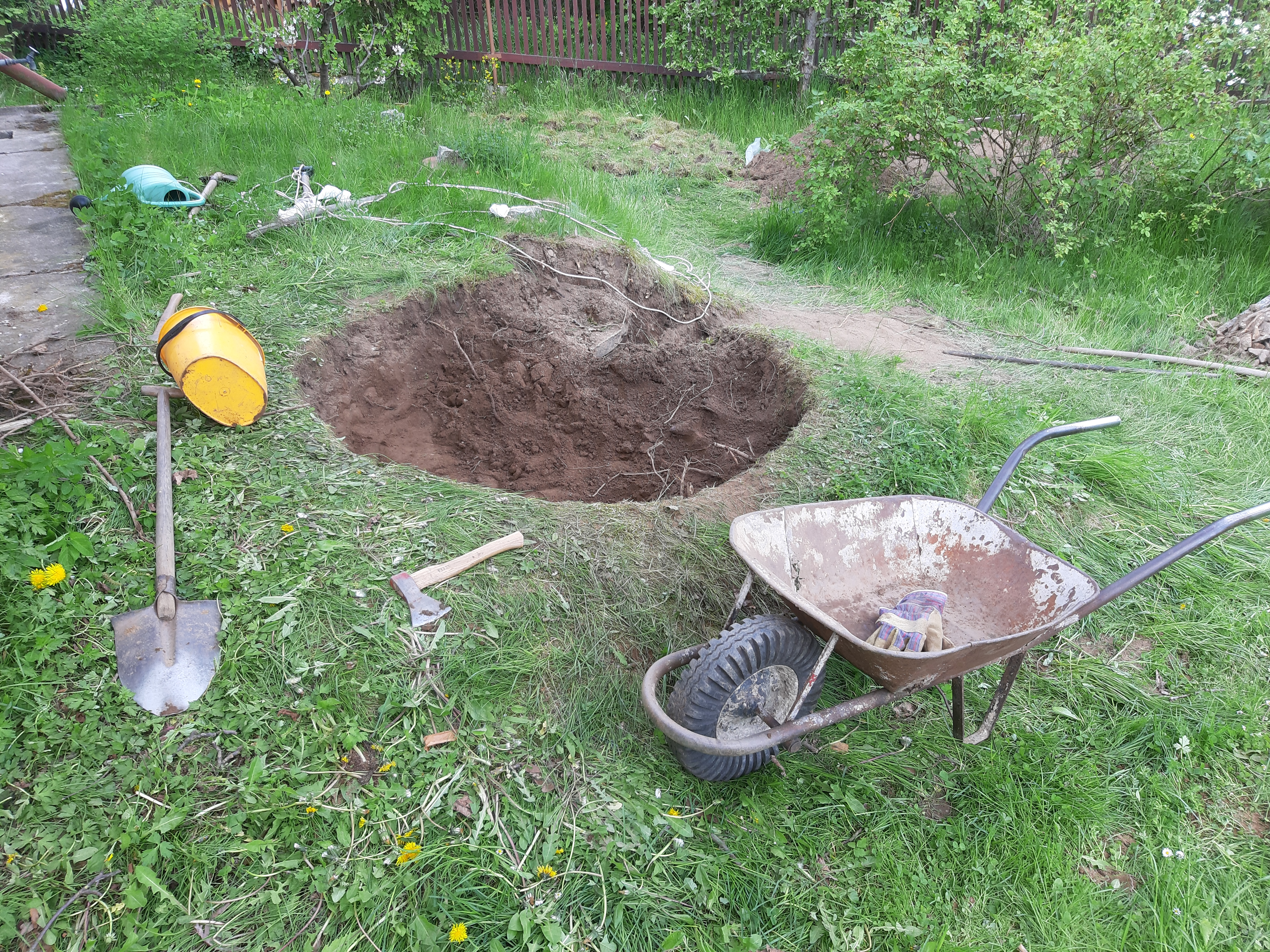
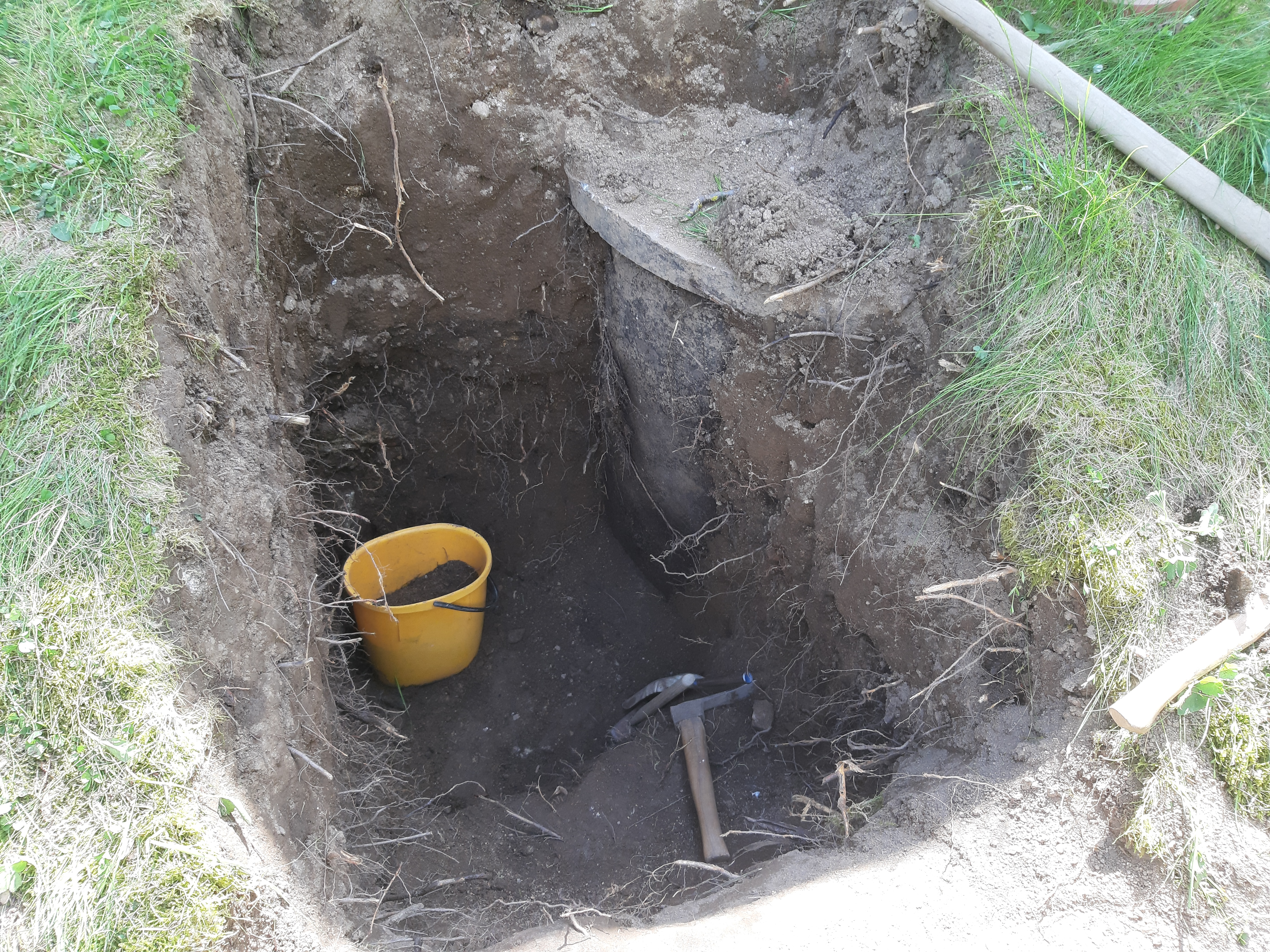